# HD 218108
HD 218108 eller HR 8786 är en ensam stjärna belägen i den mellersta delen av stjärnbilden Oktanten. Den har en skenbar magnitud av ca 6,11 och är mycket svagt synlig för blotta ögat där ljusföroreningar ej förekommer. Baserat på parallax enligt Gaia Data Release 3 på ca 13,19 mas, beräknas den befinna sig på ett avstånd på ca 247 ljusår (76 parsek) från solen. Den rör sig närmare solen med en heliocentrisk radialhastighet på ca -7 km/s. Paunzen et al. (2001) listade den som en Lambda Bootis-stjärna med svaga magnesiumlinjer i dess spektrum.

## Egenskaper
HD 218108 är en vit till blå stjärna i huvudserien av spektralklass A6 Vn, med breda eller diffusa absorptionslinjer på grund av snabb rotation (projicerad rotationshastighet 194 km/s). Den har en massa som är lika med ca 1,8 solmassa, en radie som är ca 2 solradier och utsänder energi från dess fotosfär motsvarande ca 15 gånger solen vid en effektiv temperatur av ca 8 200 K. Stjärnan har metallicitet ungefär samma som solens.